# Jiebrensullut
Jiebrensullut is een eiland in het Zweedse meer Torneträsk.  Het heeft geen oeververbinding en het is onbebouwd. Het eiland heeft een oppervlakte van ongeveer 26 hectare. Het ligt in de noordoostpunt van het meer.